# Synagelides furcatoides
Espèce
Synagelides furcatoides est une espèce d'araignées aranéomorphes de la famille des Salticidae.

## Distribution
Cette espèce est endémique du Yunnan en Chine,. Elle se rencontre dans les xians de Tengchong et de Fugong et le district de Longyang.

## Description
Le mâle holotype mesure 4,52 mm et la femelle paratype 4,42 mm.

## Systématique et taxinomie
Cette espèce a été décrite par Li, Cheng, Wang, Yang et Peng en 2023.

## Publication originale
- Li, Cheng, Wang, Yang & Peng, 2023 : « Three new species of the genus Synagelides Strand, 1906 (Araneae, Salticidae) from Yunnan, China. » Zootaxa, no 5258(2), p. 211-223.